# Pulver-Einsinktest
Ein Pulver-Einsinktest wird genutzt, um die Benetzungskinetik von Pulvern zu untersuchen. Manchmal wird er als Immersionstest bezeichnet (wobei es auch für Korrosionsmessungen und andere Fachgebiete Immersions- oder Einsinktests existieren). Gemessen wird die Hydrophobisierung, also die Benetzbarkeit in wässrigem Dispersionsmedium.

## Ablauf
Ein Pulver wird dazu auf einem Schnappschieber über einer Flüssigkeit platziert. Zum Starten des Experiments wird der Schnappschieber plötzlich weggezogen, so dass das Pulver mit der Flüssigkeit in Kontakt kommt. Dann kann die Zeit, bis das Pulver komplett in die Flüssigkeit eingesunken ist, gestoppt werden. Mit einem Laserabstandssensor kann man die Höhe des Pulverhaufens auch live mitverfolgen. Einsinktests werden traditionell für die Erforschung von instantisierten Lebensmitteln verwendet, eignen sich aber auch für andere Bereiche wie z. B. für die Pharmaindustrie.